# Loed van Bussel
Loed van Bussel (1936 - 13 maart 2018) was een Nederlandse kunsthandelaar en mecenas die gespecialiseerd was in tribale kunst uit Afrika. Hij werd beschouwd als een van de invloedrijkste figuren in de Europese handel in etnografische kunst en was vooral actief in Amsterdam.

## Leven en werk
Loed van Bussel werd in 1936 in Nederland geboren. Zijn passie voor Afrikaanse kunst ontstond al vroeg en leidde tot talrijke reizen naar het Afrikaanse continent, waar hij nauwe contacten legde met lokale kunstenaars en verzamelaars. In Amsterdam bouwde hij gedurende tientallen jaren een toonaangevende galerie op die gespecialiseerd was in tribale kunst en internationale erkenning verwierf.

## Invloed en nlatenschap
Naast zijn werk als handelaar was van Bussel een gepassioneerde ondersteuner van etnografische musea en tentoonstellingen. Delen van zijn collectie werden toegankelijk gemaakt voor het Horniman Museum and Gardens in Londen en andere internationale musea. Zijn overlijden op 13 maart 2018 op 82-jarige leeftijd werd in vakkringen met grote betrokkenheid ontvangen. Hij liet een belangrijk erfgoed na op het gebied van Afrikaanse kunst en wordt beschouwd als een van de pioniers in de waardering en wetenschappelijke benadering van tribale kunst in Europa.      